# Ценя-Друга
Ценя-Друга (пол. Cienia Druga) — село в Польщі, у гміні Опатувек Каліського повіту Великопольського воєводства.
Населення — 258 осіб (2011).
У 1975-1998 роках село належало до Каліського воєводства.

## Демографія
Демографічна структура станом на 31 березня 2011 року:
|          | Загалом | Допрацездатний вік | Працездатний вік | Постпрацездатний вік |
| -------- | ------- | ------------------ | ---------------- | -------------------- |
| Чоловіки | 139     | 40                 | 77               | 22                   |
| Жінки    | 119     | 26                 | 66               | 27                   |
| Разом    | 258     | 66                 | 143              | 49                   |